# Henipavirus
Henipavirus ist eine Gattung behüllter Viren aus der Familie Paramyxoviridae, die (mit Stand November 2018) fünf Spezies umfasst. Aus der Bezeichnung für zwei dieser Virusarten, dem Hendra-Virus und dem Nipah-Virus, wurde der Gattungsname gebildet.
Inzwischen wurde die Gattung aufgeteilt mit der Abspaltung Parahenipavirus.

## Besonderheiten

Struktur der Henipaviren

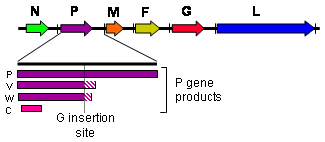
Das Henipavirus Genom (3’ nach 5’ Orientierung) und Produkte des P-Gens

Die Spezies der Gattung Henipavirus unterscheiden sich von anderen Mitgliedern der Paramyxoviridae besonders durch ein um etwa 3000 nt längeres Genom und sehr lange nichtcodierende Regionen (UTR) am 5’- und 3’-Ende des RNA-Stranges. Die Viren besitzen ein Membranprotein G zur Erkennung der Zielzelle, das im Gegensatz zu den meisten Paramyxoviren keine Hämagglutinin- oder Neuraminidase-Aktivität besitzt.

## Biologische Eigenschaften
Die Spezies der Gattung Henipavirus infizieren Flughunde der Gattung Pteropus in Australien und Südostasien (Malaysia, Kambodscha) sowie den Palmenflughund (Eidolon helvum) in Afrika. Sie haben hier zugleich ihr ökologisches Reservoir und sind für einige lokal begrenzte Ausbrüche bei Haustieren (besonders Pferde und Schweine) und Menschen verantwortlich, auf die sie durch Tröpfcheninfektion oder Einatmen von Urin-haltigen Aerosolen übertragen werden. Die Infektion besitzt eine hohe Sterblichkeit, da Nipah- und Hendra-Virus neben einer Lungenentzündung auch eine Enzephalitis hervorrufen können.

## Systematik
Die Henipaviren gliedern sich nach ICTV wie folgt (Stand 31. Januar 2025):
- GattungHenipavirus
  - Spezies Henipavirus angavokelyense, mit Angavokely henipavirus (Angavokely-Virus, AngV)
  - Spezies Henipavirus cedarense, mit Cedar virus (Zedern-Virus, CedV)
  - Spezies Henipavirus ghanaense, mit Ghana virus (Ghanaian bat henipavirus, GhV, Bat Paramyxovirus Eid_hel/GH-M74a/GHA/2009, Kumasi-Virus, KV)
  - Spezies Henipavirus hendraense, mit Hendra virus (Hendra-Virus, HeV, früher fälschlich als Equines Morbillivirus bezeichnet) – Pneumonie, Enzephalitis
  - Spezies Henipavirus nipahense, mit Nipah virus (Nipah-Virus, NiV)  – Pneumonie, Enzephalitis
  - Spezies „Camp Hill virus“ (CHV)[7] – noch ICTV-unbestätigt (Januar 2025).
  - weitere noch nicht bestätigte Mitglieder nach NCBI-Taxonomie

Abgetrennt wurde vom ICTV mit Master Species List #39 im April 2024 die 
- Gattung Parahenipavirus
  - Spezies Parahenipavirus chodsigoae, mit Wufeng Chodsigoa smithii henipavirus 1
  - Spezies Parahenipavirus crocidurae, mit Wufeng Crocidura attenuata henipavirus 1
  - Spezies Parahenipavirus daeryongense, mit Daeryong virus
  - Spezies Parahenipavirus gamakense, mit Gamak virus
  - Spezies Parahenipavirus jingmenense, mit Jingmen Crocidura shantungensis henipavirus 1
  - Spezies Parahenipavirus langyaense, mit Lángyá virus  (Langya-Virus, LayV)
  - Spezies Parahenipavirus meliandouense, mit Melian virus (MeliV)
  - Spezies Parahenipavirus mojiangense, mit Mòjiāng virus (Mojiang-Virus, MojV)
  - Spezies Parahenipavirus soricis, mit Ninorex virus (NinExV)
  - Spezies Parahenipavirus wenzhouense, mit Wenzhou Apodemus agrarius henipavirus 1 (WAHV-1)
  - Spezies Parahenipavirus winnikense, mit Denwin virus (DewV)